# 사쿠라 대전
《사쿠라 대전》(일본어: サクラ大戦, 영어: Sakura Wars)는 세가가 소유하고 히로이 오지가 제작하는 일본의 미디어 프랜차이즈이다. 1996년에 출시한 게임 《사쿠라 대전》을 시작으로 6개의 본편들과 기타 외전들이 출시됐다. 이 외에 애니메이션, 드라마 CD, 가요쇼와 같은 파생 상품도 존재한다.
《사쿠라 대전》의 배경은 다이쇼 시대에서 영감을 받은 가상의 전근대 일본이 무대로, 증기기관식 작동하는 메카에 탑승하는 여성 조종수들이 주요 출연진을 이룬다. 시리즈 초기부터 전략 롤플레잉, 연애 시뮬레이션 및 비주얼 노블 장르가 혼합된 "드라마틱 어드벤처(dramatic adventure)" 게임임을 명시하고 있다.
본래 세가 새턴 시대부터 시작해 레드 엔터테인먼트와 세가의 공동개발로 게임들이 제작됐으며, 프로덕션 I.G같은 스튜디오들이 제작한 애니메이션 장면들과 타나카 코헤이 작곡 음악이 시리즈를 이루는 주요 요소이다. 2008년부터 잠시 휴식기에 접어들었으나, 2019년 《신 사쿠라 대전》 출시를 시작으로 다시 개발되고 있다.

## 시리즈 작품
※SS=세가 새턴, DC=드림 캐스트, PS2=플레이스테이션 2, GBC=게임보이 칼라, PSP=플레이 스테이션 포터블, DS=닌텐도 DS, PC=마이크로소프트 윈도우, AC=아케이드 게임

### 본편 작품
- 사쿠라 대전 (SS CD-ROM 2매 셋트·PC CD-ROM 3매 셋트·DC GD-ROM 2매 셋트·i-mode(메가 i어플리))
  - 사쿠라 대전 ~뜨거운 열정으로~ (PS2) - 1의 리메이크
- 사쿠라 대전 2 ~당신, 죽지말아요~ (SS CD-ROM 3매 셋트·DC GD-ROM 3매 셋트·PC)
  - 사쿠라 대전 1&2 (PSP) - 1과 2의 커플링 이식판
- 사쿠라 대전 3 ~파리는 불타고 있는가~ (DC·PC·PS2)
- 사쿠라 대전 4 ~사랑하라 소녀~ ((DC·PC)
  - 사쿠라 대전 COMPLETE BOX (DC)
- 사쿠라 대전 V ~안녕 사랑스런 그대여~ (PS2)
- 신 사쿠라 대전 (PS4)

### 파생 게임
- 사쿠라 대전 하나구미 컬럼스 (SS·AC)
- 사쿠라 대전 하나구미 통신 (SS)
- 사쿠라 대전 증기 라디오 쇼 (SS CD-ROM 2매 셋트)
- 사쿠라 대전 제격 그래프 (SS CD-ROM 2매 셋트)
- 사쿠라 대전 하나구미 컬럼스2 (DC)
- 사쿠라 대전 온라인 (DC) - 온라인 서비스는 2005년 11월 30일에 종료했다.
  - 사쿠라 대전 온라인 ~제도의 긴 날들~
  - 사쿠라 대전 온라인 ~파리의 우아한 날들~
- 오오가미 이치로 분투기 ~사쿠라 대전 가요쇼 ~「홍석척」에서 (DC GD-ROM 2매 셋트)
- 포켓 사쿠라 (보수계＆휴대 게임)
- 사쿠라 대전 GB 격 하나구미 입대! (GBC)
- 사쿠라 대전 GB2 선더볼트 작전 (GBC)
- 사쿠라 대전 이야기 ~미스테리어스 파리~ (PS2)
- 사쿠라 대전 V 에피소드0 ~황야의 사무라이 아가씨~ (PS2)
- 드라마틱 던전 사쿠라 대전 ~네가 있기에~ (DS)
- 사쿠라 대전 제국화격단 전막구락부 (PC)
- 사쿠라 대전 전막구락부2 (PC)
- 사쿠라 대전 3 데스크톱 액세서리 (PC)
- 사쿠라 대전 디지털 데이터집 타이쇼 12년도 컴퓨터 기록 연감 (PC)
- 사쿠라 대전 V Desktop Theater (PC)
- 사쿠라 대전 휴대전화 클럽 (i-mode, Yahoo!게타이)
- 사쿠라 대전@EZ (휴대 단말, EZweb)
- 사쿠라 대전: 태정낭만학원담 (PC)
- 사쿠라 혁명 ~꽃피는 처녀들~ (휴대 단말)

### 발매중지 작품
- 사쿠라 대전 MMO(가칭)
  - 2006년 7월의 「ChinaJoy」로 중국에서만 발매가 고지되었지만, 2007년 6월, 세가의 중국에 있어서의 온라인 게임 사업으로부터의 철퇴에 의해, 릴리스가 중지되었다.
- 사쿠라 대전 이야기 제도편
- KOUMA / 항마(가칭)
- 桜姫錦絵巻
  - 2002년의 「사쿠라대전 월드 프로젝트」로 발매가 고지된 타이틀. 몇 년간은 발매 예정표에는 남아 있었지만, 그 이후의 속보가 전혀 없고, 마침내 예정표로부터도 삭제되었다.

## 등장 캐릭터

### 주요 인물
오오가미 이치로

### 제국 화격단
신구지 사쿠라
칸자키 스미레
마리아 타치바나
아이리스
이 홍란
키리시마 칸나
소레타 오리히메
레니 미르히슈트라세

### 파리 화격단
에리카 폰티느
그리시느 블루메르
코쿠리코
로베리아 칼리니
기타오지 하나비

### 뉴욕 화격단
타이가 신지로
제미니 선라이즈
사지타 와인버그
리카리타 아리에스
다이아나 카프리스
쿠죠 스바루

## 작품 정보

### TV 애니메이션
- 사쿠라 대전 TV (전25화)

2000년 4월 8일부터 동년 9월 23일까지 도쿄 방송과 마이니치 방송에서 방송
- 신 사쿠라 대전 the Animation (전12화)

2020년 4월 3일부터 6월 19일까지 도쿄 MX에서 방송

### OVA
- 사쿠라 대전 앵화현란(サクラ大戦 桜華絢爛) (전4화)

제1기 OVA 게임의 1탄 이전부터 1탄 중반까지 이야기. 1997년 12월 18일 발매
- 사쿠라 대전 굉화현란(サクラ大戦 轟華絢爛) (전6화)

제2기 OVA 게임의 2탄 이후 파리에 전근한 주인공이 대원들과의 추억을 회상하는 형식. 1999년 12월 18일 발매
- 사쿠라 대전 칸자키 스미레 은퇴기념 스.미.레(サクラ大戦 神崎すみれ 引退記念 す・み・れ) (전1화)

제3기 OVA. 2002년 12월 18일 발매
- 사쿠라 대전 에콜.드.파리(サクラ大戦 エコール・ド・巴里) (전3화)

제3기 OVA. 2003년 3월 19일 발매
- 사쿠라 대전 르.누보.파리(サクラ大戦 ル・ヌーヴォー・巴里) (전3화)

제4기 OVA. 2004년 10월 20일 발매
- 사쿠라 대전 뉴욕.뉴욕(サクラ大戦 ニューヨーク・紐育) (전3권 6화)

제5기 OVA. 2007년 4월 4일 발매
- 사쿠라 대전 카나데구미(サクラ大戦奏組)

PV 애니메이션. 2012년 9월 20일 발매※코믹스 제1권 초회한정판 DVD

### 극장용 애니메이션
- 사쿠라 대전 활동사진(サクラ大戦 活動写真)

게임의 3탄 이야기. 2001년 12월 22일 공개

### 소설

#### 아카호리 사토루(あかほりさとる) 작품
- 사쿠라 대전 전야 (전3권)
- 사쿠라 대전 (전4권)
- 사쿠라 대전 파리 전야 (연재중)

#### 카와사키 히로유키(川崎ヒロユキ) 작품
- 사쿠라 대전 굉화현란
- 사쿠라 대전 태정연가
- 사쿠라 대전 활동사진

### 만화
- 사쿠라 대전 만화판 (강담사 매거진 이노)

## 출연 무대

### 사쿠라 대전 가요쇼
- 제국 가극단 하나구미 특별 공연 "사랑이기 때문에" (1997년 7월)
- 제국 가극단 제2회 하나구미 특별 공연 "날개" (1998년 8월)
- 제국 가극단 제3회 하나구미 특별 공연 "紅蜥蜴" (1999년 8월)
- 제국 가극단 제4회 하나구미 특별 공연 "아라비아의 장미" (2000년 7월)
- 5주년 기념 공연 "해신 별장" (2001년 8월)

### 사쿠라 대전 슈퍼 가요쇼
- 제국 가극단 하나구미 슈퍼 가요쇼 "신편 팔견전" (2002년 8월)
- 제국 가극단 하나구미 슈퍼 가요쇼 "신 보물섬" (2003년 8월)
- 제국 가극단 하나구미 슈퍼 가요쇼 "신 서유기" (2004년 8월)
- 제국 가극단 하나구미 슈퍼 가요쇼 "신 파랑새" (2005년 8월)
- 제국 가극단 하누구미 가요쇼 파이널 공연 "신 사랑이기 때문에" (2006년 8월)

### 사쿠라 대전 신춘 가요쇼
- 제국 가극단 하나구미 신춘 가요쇼 "신세기 카운트다운 하나구미 라이브" (2001년 1월)
- 제국 가극단 하나구미 신춘 가요쇼 칸자키 스미레 은퇴 기념 공연 "春恋紫花夢惜別" (2002년 1월)
- 제국 가극단 하나구미 2003년 신춘 가요쇼 "첫 웃음 칠복신" (2003년 1월)
- 제국 가극단 하나구미 2004년 신춘 가요쇼 "노래해♪ 하나구미" (2004년 1월)
- 제국 가극단 하나구미 2005년 신춘 가요쇼 "웃어라! 하나구미" (2005년 1월)
- 제국 가극단 하나구미 2006년 신춘 가요쇼 "뛰고있는 하나구미♪" (2006년 1월)

### 뮤지컬
- 뮤지컬 사쿠라 대전 ~꽃피는 아가씨~ (1998년 4월)

### 라이브
- 사쿠라 대전 하나구미 크리스마스 기적의 종 콘서트 (1998년 12월 23일)
- 제국 가극단 하나구미 "신세기 카운트다운 하나구미 라이브" (2000년 12월 31일 ~ 2001년 1월 1일)
- 파리 하나구미 특별 미니 라이브쇼 (2001년 8월 13일)
- 사쿠라 대전 무도관 라이브 ~제도.파리.뉴욕~ (2007년 5월 13일)
- 사쿠라 대전 무도관 라이브 2 ~제도.파리.뉴욕~ (2011년 10월 7일)

## 같이 보기
- 세가의 비디오 게임 프랜차이즈 목록